# All You Need Is Love (Die Apokalyptischen Reiter)
All You Need Is Love (oft auch abgekürzt AYNIL) ist das dritte Studioalbum der deutschen Metalband Die Apokalyptischen Reiter. Es wurde am 31. Oktober 2000 veröffentlicht.

## Geschichte
Für ihren dritten Tonträger konnte sich die Band den renommierten Produzenten und ehemaligen Holy-Moses-Gitarristen Andy Classen sichern. Das Coverartwork stammt von dem Ex-At-the-Gates-Gitarristen Alf Svensson. Das Album wurde in den Stage One Studios in Bühne aufgenommen.
Nachdem sich Die Apokalyptischen Reiter 1999 nach Allegro Barbaro vom Label Ars Metalli trennten, wurden sie direkt von der niederländischen Plattenfirma Hammerheart Records übernommen. Diese kommerzielle Entwicklung veranlasste den bisherigen Schlagzeuger Skeletton zum Ausstieg aus der Band. Seinen Platz nahm der damals 19-jährige Georg Lenhardt ein; der Bassist Volkmar Weber übernahm den Backgroundgesang.

## Musikstil
Der Stil hebt sich teilweise deutlich von seinen Death-Metal-lastigen Vorgängern ab, lässt sich aber nicht genau definieren. Es kommen mehr Melodien, Keyboardsoli und klaren Gesang vor, zudem sind erstmals Texte in deutscher Sprache verfasst.

## Titelliste
1. Licked by the Tongues of Pride – 3:36
2. Unter der Asche – 3:43
3. Erhelle meine Seele – 4:00
4. Gone – 4:55
5. Regret – 3:39
6. Reitermania – 2:57
7. Hate – 2:26
8. Peace of Mind – 2:55
9. Geopfert – 3:29
10. Rausch – 3:42
11. Die Schönheit der Sklaverei – 5:19
12. …Vom Ende der Welt – 10:19

## Neuauflage
Nuclear Blast kaufte später die Rechte am Album vom Label Hammerheart Records, das durch den Tod Chuck Schuldiners und dem damit einhergehenden Aus seines Nebenprojektes Control Denied in einer finanziellen Krise steckte. Daraufhin wurde All You Need Is Love am 10. Mai 2004 als Digipack wiederveröffentlicht. Die erste, auf 1000 Stück limitierte, Auflage war zu diesem Zeitpunkt bereits komplett ausverkauft.